# Paulus Potter
Paulus Potter (født 1625 i Enkhuizen, død 1654 i Amsterdam) var en hollandsk maler og raderer, elev af sin far Pieter Potter og af Jacob de Wet i Haarlem. Han virkede i Delft, Haag og Amsterdam. Potter er især kendt for sit dyremaler. Med en utrolig energi har han i sit korte liv, til brystsygen rev ham bort kun 29 år gammel, arbejdet sig frem til fuldkommenhed. Beundringsværdigt er de over hundrede billeder, han har efterladt i betragtning af det indtrængende studium og den omhyggelige gennemførelse, hvert eneste billede bærer vidne om; og Potters mesterlige evner i gengivelsen af den plastiske form, i karakteriseringen af det maleriske "stof" i hver dyrearts beklædning, og ikke mindst i den dybtgående opfattelse af karakteren i de forskellige dyrekarakterer; træffende er det blevet sagt som et bevis på hans inderlige samliv med og fordybelse i dyreverdenen, at Potter så langt fra at antropomorfisere dyrene snarere giver de mennesker, han maler, et vist dyrepræg. Men ikke blot som dyremaler fortjener han mesternavnet; Potters landskaber af hans hjemlands flade egne giver i al deres jævne bramfrihed de skønneste og inderligste billeder af hollandsk natur; kun Salomon van Ruysdael behøver Potter her at vige for.
Af Potters værker skal fremhæves: Den unge Tyr (1647) i Museum i Haag, et billede, der vel hører til Potters mest berømte, men ikke til hans ypperste arbejder; denne rang tilkommer i langt højere grad hans mindre omfangsrige billeder, således Forpagtergaarden (1649, kendt under navnet: La vache qui pisse, koen som pisser), i Eremitagen i St Petersborg, hvor sammesteds fra anføres Landskab (1650), Ulvehunden, og 14 småbilleder (hvoraf et af Cornelius van Poelenburgh[kilde mangler]) behandlende Jægerliv og jægerens dom og afstraffelse ved dyrene, endvidere i Schwerin fem billeder, hvoraf særlig fremhæves Køer paa Engen (1649), i Kassel et lignende emne (1644), i Louvre bl.a. Heste ved en Hytte (1647), i Torino Kvæg paa Engen (1649), i Buckingham Palace: Tyren og de to Køer (1649), i Haag — foruden Tyren — Koen, der spejler sig og i Amsterdam bl.a. Hyrder med deres Hjorde og tvende billeder, der liggende uden for Potters almindelige område viser hans begrænsning, nemlig bjørnejagten og Orfeus spillende for dyrene. Andre billeder i Berlin, Dresden, Hamburg, London, München, Montpellier og Wien, endvidere i en række privatsamlinger i England, i Six’s samling i Amsterdam legemsstort rytterportræt (1653), i Czernins Galleri i Wien (Morgen) og flere steder. I Statens Museum for Kunst i København er Potter repræsenteret ved To køer på en høj og i Moltkes samling ved Grønningen foran en Avlsgaard. I de 18 Raderinger, Potter har efterladt sig, er hans kunstneriske mesterskab fuldt på højde med det i hans billeder; dyrene er gengivne i en uovertræffelig skarp og klar tegning i disse raderinger, der med deres fuldendte gengivelse af luft og lys og deres rige stoffylde er udførte med en forbavsende simpel og enkel teknik. Et portræt af Potter ved Bartholomeus van der Helst i Haags Museum; en blyantsskitse i Stockholms Nationalmuseum.
Den danske guldaldermaler J. Th. Lundbye er inspireret af Potter.

## Billedgalleri
- Den unge tyr, 1647. Mauritshuis, Haag
- Punishment of a Hunter, ca. 1647. Eremitagen, Sankt Petersborg
- To heste på græs ved et hegn, 1649. Rijksmuseum, Amsterdam
- Den brogede hest, ca. 1654. J. Paul Getty Museum, Los Angeles